# Schule Tieloh
Die Schule Tieloh in der gleichnamigen Straße im Hamburger Stadtteil Barmbek-Nord ist einer der Standorte der Emil-Krause-Schule. Vor der Hamburger Schulreform war sie eine Hamburger Grund-, Haupt- und Realschule unter einem Dach.

## Geschichte

### Gründerjahre
Am 16. November 1914 ist erster Schultag im neuen Gebäude. Der Tieloh beherbergt jedoch zunächst die Rübenkamp-Schule (Genslerstraße), weil dort ein 300-Betten-Lazarett eingerichtet wird.
- Aufteilung:

südliche Gebäudehälfte: Mädchenschule mit 15 Klassen;
nördliche Gebäudehälfte: Jungenschule mit 15 Klassen;
Turnhalle, Zeichen- und Gesangssaal werden gemeinsam genutzt.
- 1917 wird die Rückkehr zum Rübenkamp vorbereitet: Am Tieloh entsteht jeweils ein Rübenkamp- und ein Tieloh-Zug.
- 1920 entscheidet sich die Elternschaft der Mädchenschule (Tieloh-Süd) auf Initiative von Rektor Wolgast für die Umwandlung der Mädchenschule in die Versuchsschule für Barmbek. Am 7. April 1920 beginnt die vierte und letzte Versuchsschule in Hamburg mit der Arbeit:

Kein Sitzenbleiben; keine Zeugnisse, nur ein Gutachten am Ende der Schulzeit; keine Prügelstrafe oder andere Zwangsmittel; neben dem normalen Unterricht Wahlkurse; wöchentlich ein Ausflugstag; jährlich mindestens eine Klassenreise; Koedukation; Befreiung von Lehrplanverpflichtung und Lernzielen der Grundschule und der Volksschule insgesamt.
Das Kollegium der Jungenschule lehnt es ab, Tieloh-Nord in eine Versuchsschule („Sonderschule“) umzuwandeln.
Die althergebrachten pädagogischen Grundsätze bleiben erhalten: Zeugnisse alle halbe Jahre, Sitzenbleiben, Schläge als Mittel der Erziehung (allerdings nur bei gleichzeitiger Eintragung ins offizielle “Züchtigungsprotokoll”).
- 1924 ist ein Drittel der Schüler in den Klassen der Jungenschule Sitzenbleiber.
- 1927 Schulleiter der Jungenschule, Louis Naumann wird in der „Hamburger Lehrerzeitung“ als Prügelpädagoge angegriffen. Das Kollegium wählt ihn 1929 und 1932 erneut zum Schulleiter.
- 1933: Nach dem neuen Schulgesetz vom 23. Juni 1933 werden die Schulleiter nicht mehr vom Kollegium gewählt. Der Schulleiter der Mädchenschule, Gustav Tode, übergibt am 11. Juli 1933 sein Amt an Heinrich Mellmann und verbleibt als Lehrer an der Schule. 1945 kann er wegen seiner Parteimitgliedschaft nicht stellvertretender Schulleiter werden.

### Nationalsozialismus
- 1934 ist der Hitler-Gruß obligatorisch. An der Jungenschule wird Bertha Blankenstein als jüdische Lehrerin aus dem Schuldienst entlassen. In den Schulen sind am 26. Mai „Schlageter-Feiern“ abzuhalten. Am Staatsjugendtag sind 2 Stunden dem nationalsozialistischen Gedankengut zu widmen. 1937 wird an der Jungenschule Louis Naumann (Stahlhelmer und deutschnational eingestellt) durch Rektor Hoffmann ersetzt. Naumann arbeitet fortan als Lehrer in einer Nachbarschule.
- 1938 wird die Koedukation in beiden Schulen aufgehoben.
- 1943 ist der Schulbetrieb eingestellt. Zwar blieb das Schulgebäude nach den verheerenden Luftangriffen unversehrt, die Bevölkerung – sofern sie nicht in der Rüstungsproduktion benötigt wird – ist jedoch evakuiert.

### Nach dem Zweiten Weltkrieg
- 1945 wird das Schulgebäude zur Beherbergung britischer Soldaten beschlagnahmt. Vom 1. September wird der Schulbetrieb in der Schule Langenfort, ab 8. Dezember in der Genslerstraße fortgeführt.
- 1949 Rückkehr in das Tieloh-Gebäude
- 1953 wird wegen der gewachsenen Schülerzahl Schichtunterricht eingeführt. Die Schülerschaft wird in die Schulen Tieloh A und Tieloh B aufgeteilt.
- 1959 zieht Tieloh-B in die neuen Schulgebäude an der Heinrich-Helbing-Straße.
- 1965 sind auf einem 17000 Quadratmeter großen Grundstück an der Dieselstraße sechs wabenförmige Klassenräume, ein Schulgarten und eine großzügige neue Sportanlage entstanden.
- 1967 ist das Hauptgebäude grundüberholt und renoviert. Die 1964 verschobene Feier des 50-jährigen Jubiläums wird nachgeholt. Vom Mai 1979 bis Juni 1981 ist eine neuerliche Grundrenovierung wegen des Einbaus einer neuen Heizungsanlage erforderlich.

### Neuzeit
- 1985: Die Schulbehörde plant, den Tieloh zu schließen, da in Hamburg-Barmbek-Nord auf Grund der allgemeinen stark zurückgehenden Schülerzahlen vermeintlich eine Haupt- und Realschule zu viel ist. Die Gefahr konnte abgewendet werden, es traf jedoch andere Barmbeker Schulen.
- 1986: Der Tieloh führt als erste Hamburger Haupt- und Realschule in den Klassen 8 einen ganzen Tag als “Werkstatt-Tag” ein.
- 1989 Der “Werkstatt-Tag” am Tieloh diente als Vorbild bei der Erarbeitung eines Hamburger Technik-Konzeptes (entsprechend dem Koalitionsvertrag von SPD und FDP von 1987). Sechs Versuchsschulen sollen nach dem neuen Konzept arbeiten.

Mit Einführung der Stadtteilschule im Rahmen der Schulreform zum Schuljahr 2010/11 wurde die Tieloh-Schule mit der Schule Fraenkelstraße (ebenfalls in Barmbek-Nord) und dem Emil-Krause-Gymnasium (auf dem Dulsberg) zur Stadtteilschule Barmbek (seit August 2019 Emil-Krause-Schule) zusammengeschlossen. Am Standort Tieloh wird die Jahrgangsstufe 10 sowie die gymnasiale Oberstufe unterrichtet. Ab dem Herbst 2025 soll eine umfassende Sanierung des Gebäudes beginnen. Die Jahrgangsstufen 5–9 bzw. ESA und MSA Klassen finden sich heute am Standort des ehemaligen Emil-Krause-Gymnasiums. Der Grundschulzweig wird an der Stadtteilschule nicht mehr weitergeführt. Die Grundschüler aus dem Einzugsbereich der Schule besuchen benachbarte reine Grundschulen.

## Gebäude

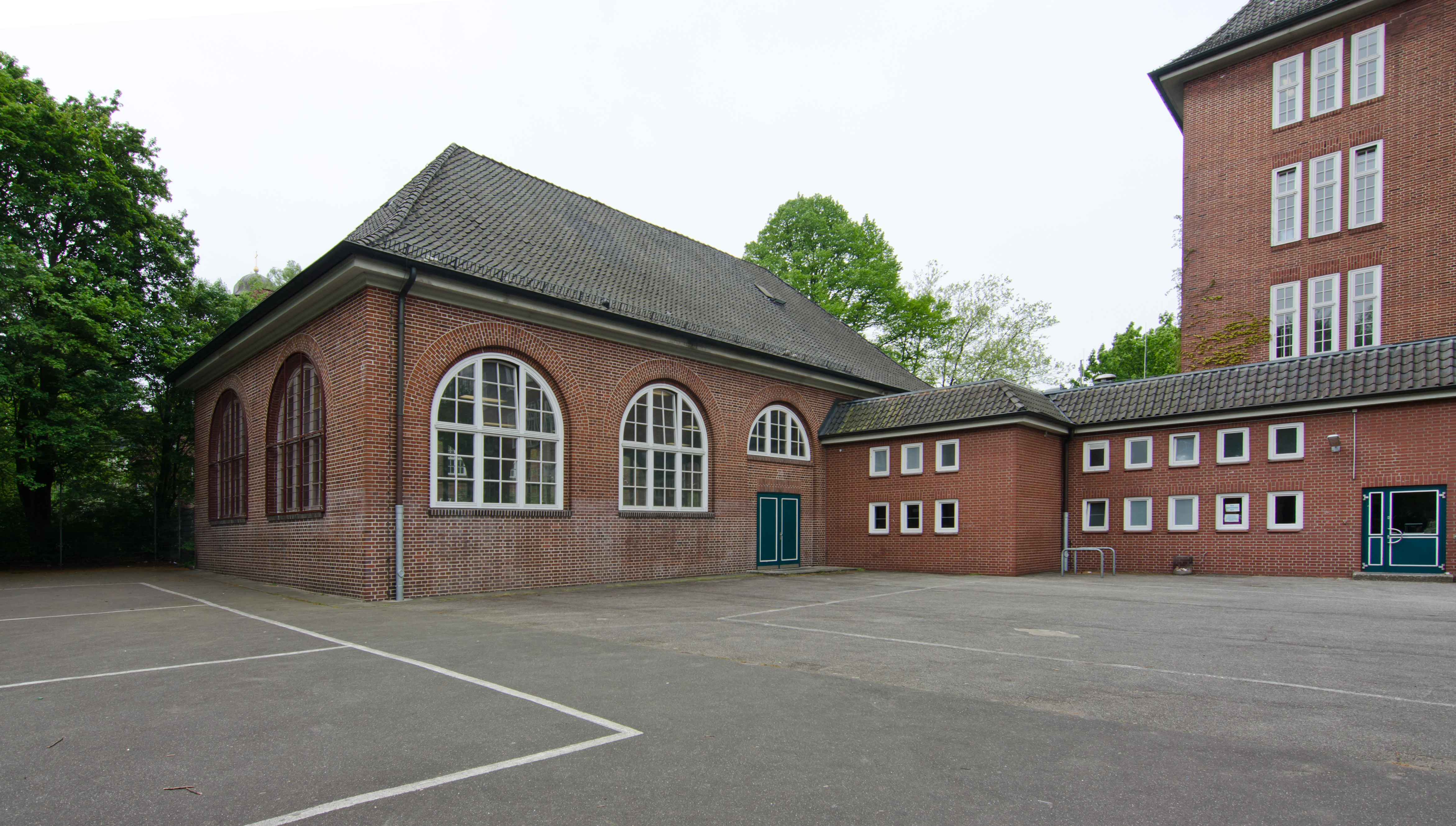
Sporthalle

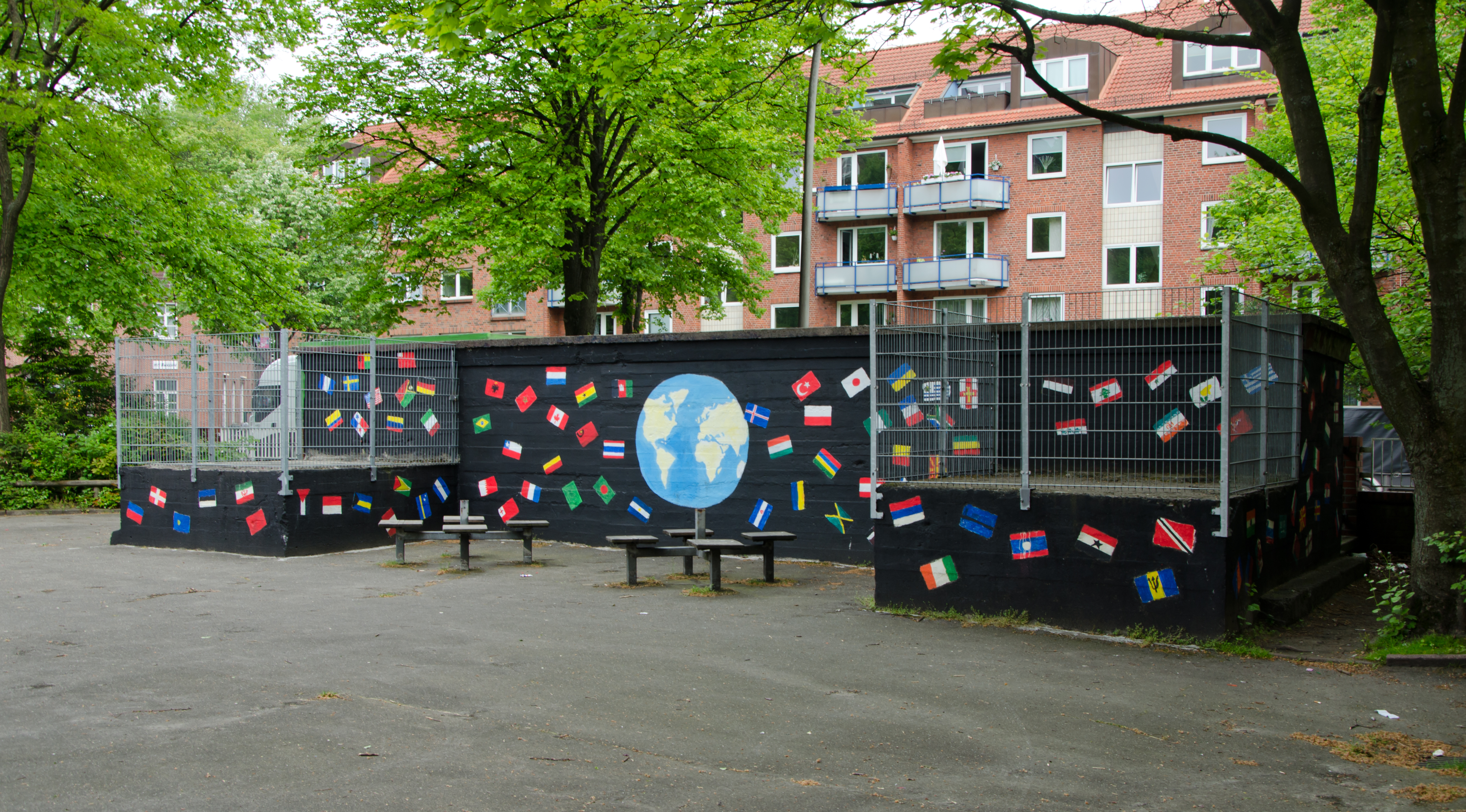
Zugangsgebäude zum Röhrenbunker

Das Schulgebäude wurde 1912 vom Architekten Fritz Schumacher entworfen.
Die Figuren über dem Eingang stammen von Richard Kuöhl.

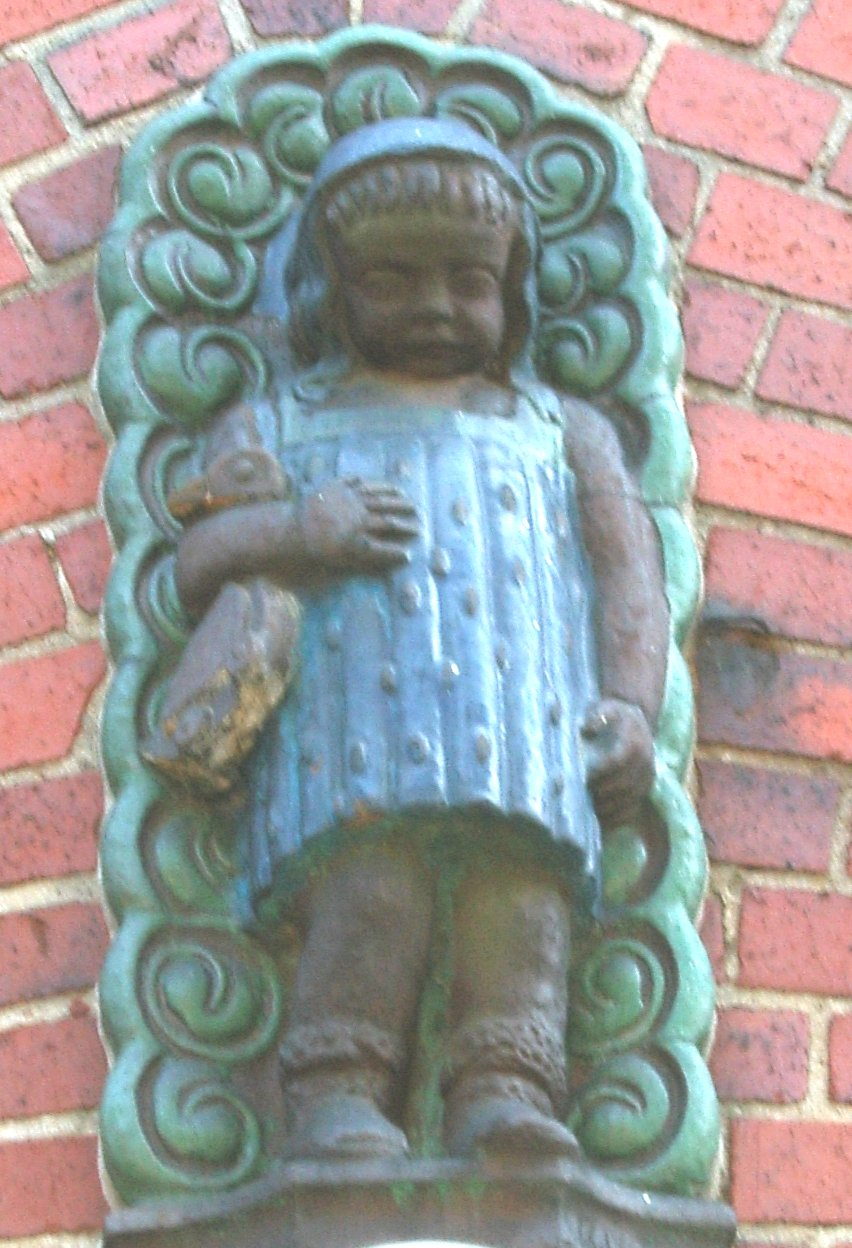
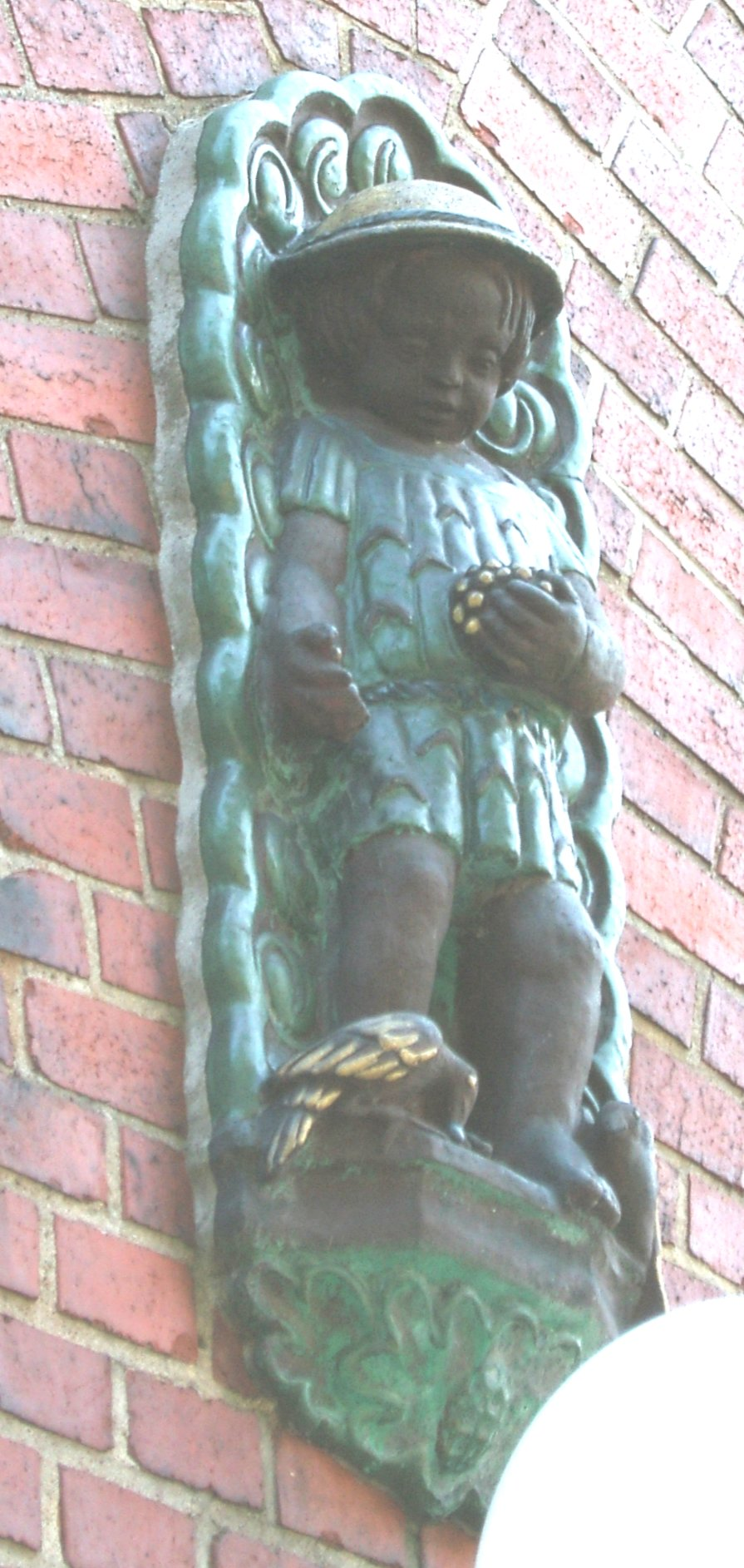
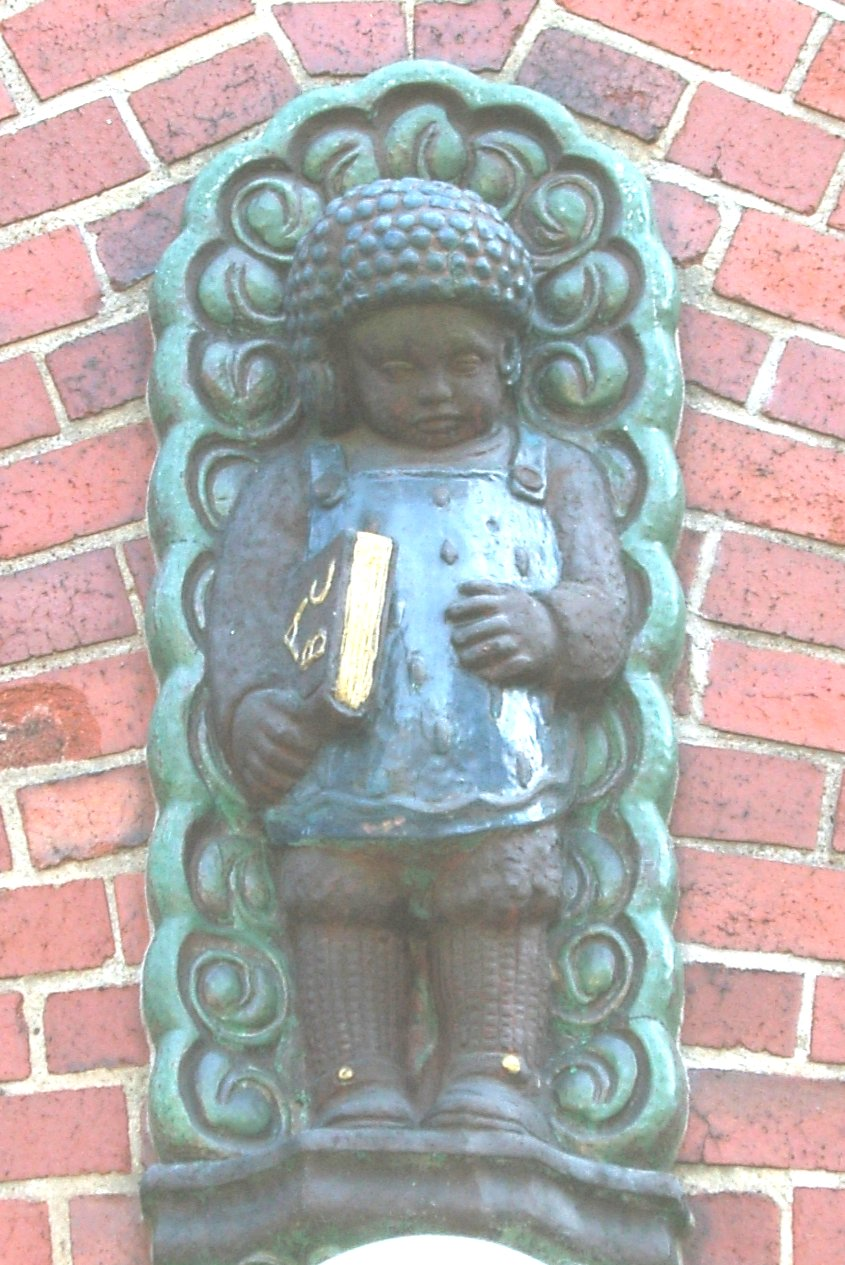

Auf dem Schulhof befindet sich der Zugang zu einem aus dem Zweiten Weltkrieg stammenden Röhrenbunker. Der Bunker selbst ist durch eingedrungenes Grundwasser überflutet.

## Tieloh-Bike
Mit Förderung der Zeit-Stiftung betreiben Schüler eine eigene Firma. Schüler der siebten bis neunten Klassen lernen in Seminaren Buchhaltung, Vertrieb und den Betrieb eines Unternehmens kennen. Ein Einblick in diese Bereiche soll auf das spätere Berufsleben vorbereiten.
Das Geld, das die Schule Tieloh von der Zeit-Stiftung bekommen hat, versuchen die Schüler durch den Verkauf von Fahrrädern wieder hereinzubekommen.

## Tieloh Post
Die Tieloh Post war eine Schülerzeitung der Schule, die in einem Wahlpflichtkurs mit zuletzt drei Ausgaben je Schuljahr erstellt wurde.